# Philometra hanhami
Philometra hanhami là một loài bướm đêm trong họ Noctuidae.